# Theodor Herzl
Binjamin Ze'ev Ben Jaakob (Theodor) Herzl (Hebreeuws: בנימין זאב הרצל, Binyamin Ze'ev Herzl; Hongaars: Herzl Tivadar) (Boedapest, 2 mei 1860 - Edlach, Reichenau an der Rax, 3 juli 1904) was een Oostenrijks-Hongaars Joods ideoloog, journalist en publicist. Hij wordt als de vader van het moderne zionisme beschouwd.

## Vroege leven en studie
Theodor Herzl werd geboren in het Hongaarse gedeelte van de toenmalige dubbelmonarchie Oostenrijk-Hongarije als zoon van Jacob Herzl en Jeanette Diamant, die in 1858 gehuwd waren. Zijn moeder kwam uit een textielfamilie en dweepte met de Duitse cultuur. Zijn vader was reeds een welgesteld zakenman die duidelijk wilde laten weten Hongaar te zijn. In 1859 kregen zij een dochter, Pauline. Zijn ouders waren niet orthodox, maar vierden in elk geval wel de joodse feesten. Theodor werd dan ook besneden en kreeg van de rabbijn de namen Benjamin Zeev. Later ging hij naar een joodse instelling voor lager onderwijs.
Zijn ouders stimuleerden hem om zijn talenten te benutten en goede prestaties te leveren. Met beiden had hij een goede band. Na de Normalschule ging hij eerst naar een technisch college, maar algauw stapte hij over naar het Evangelisches Gymnasium (hoewel hij altijd een technische belangstelling zou houden). Al op dertienjarige leeftijd gaf hij blijk van literair talent. Hij schreef toen zijn eerste verzen en speelde met zijn zus toneelstukjes die hij zelf had bedacht.
Op 7 februari 1878 overleed zijn zus aan tyfus. Eerder was zijn eerste liefde Madeleine Kurz al overleden. In hetzelfde jaar verhuisde hij met zijn familie naar Wenen. Op de universiteit studeerde hij vervolgens rechten en werd hij zelfs lid van een sterk nationalistische Burschenschaft. In 1884 promoveerde hij er tot doctor.
Als student had hij enkele antisemitische ervaringen. Hij moest zelfs ontslag nemen bij zijn studentenclub na een anti-joodse manifestatie. Na een moeizame aanloop had hij enkele successen als schrijver van toneelstukken.
Na zijn studie begon Herzl een journalistieke loopbaan bij de Oostenrijkse krant Neue Freie Presse. Voor dit blad werkte hij eerst in Wenen en later in Parijs. In beide steden kwam hij onder de indruk van het felle antisemitisme dat er heerste. Vooral de rechtszaak van Dreyfus in Frankrijk waarvan hij verslag uitbracht, maakte diepe indruk op hem. Assimilatie van de Joden in Europa kwam hem daardoor voor als een illusie, de enige oplossing was volgens hem de oprichting van een eigen Joodse staat. Hij schreef: "Het beloofde land ligt daar waarheen wij het dragen. De Joden die het willen, zullen hun staat hebben, en zij zullen die ook verdienen." Hiertoe publiceerde hij in 1896 het boek Der Judenstaat (= De Jodenstaat), waarin hij de aanzet gaf tot het georganiseerd zionisme. Hij argumenteerde dat het probleem dat Joden ondervonden een nationaal en geen individueel probleem was. Bovendien ging hij niet uit van een op de joodse godsdienst geënt religieus zionisme, maar was zijn zionisme seculier van aard. 

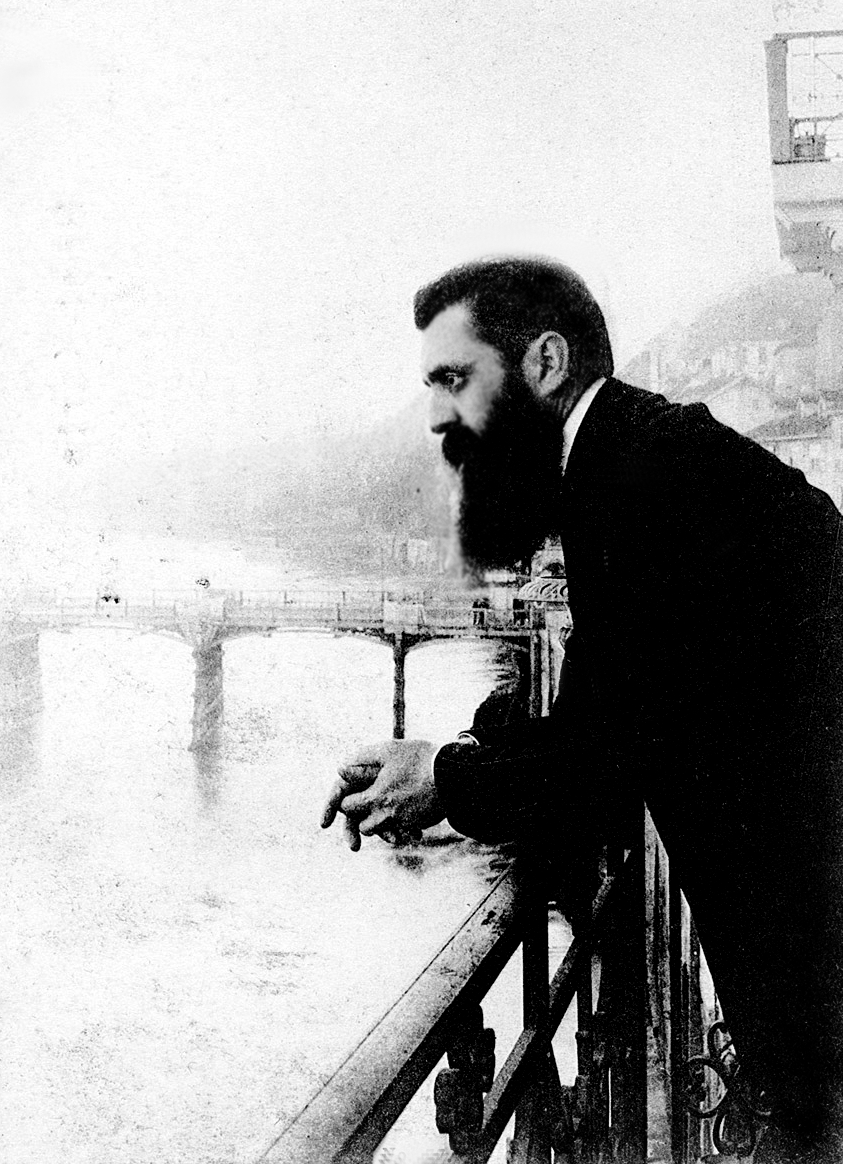
Theodor Herzl tijdens het Eerste Zionistische Congres in Bazel (1897)

## Zaak-Dreyfus
De anti-Dreyfuspers in Frankrijk schreef dagelijks over de perfide rol van 'het syndicaat', een groot complot van de Joden, vrijmetselaars, socialisten en buitenlanders, die Frankrijk wilden verscheuren met list, bedrog, omkoping en vervalsing. Toen Dreyfus werd gedegradeerd, schreeuwde een menigte voor de hekken: À mort, à mort les juifs! (= Dood aan de Joden). Herzl was in die tijd in Parijs de correspondent voor de Weense krant Neue Freie Presse. Hij was zo geschokt dat hij naar huis ging en de eerste zinnen schreef van zijn traktaat Der Judenstaat: de Joden moesten een eigen staat krijgen. De allereerste kiem van het ontstaan van de staat Israël ligt hier, in de zaak-Dreyfus.

## Oprichting van de zionistische beweging
Herzls boek "Der Judenstaat" vertoonde weliswaar overeenkomsten met dat van Leon Pinsker, die enige decennia eerder met zijn "Autoemanzipation" soortgelijke gedachten had verspreid, maar het bijzondere van Herzl was dat hij persoonlijk een zionistische beweging oprichtte en in deze beginfase een van de weinige Joden was die de noodzakelijke maatregelen met betrekking tot de organisatie van de zionistische bijeenkomsten nam en contacten met staatshoofden uit het Duitse Rijk, het Ottomaanse Rijk en het Verenigd Koninkrijk onderhield.
Zijn ideeën sloegen vrijwel meteen aan bij een minderheid onder de Joden in Europa, die veel te lijden hadden onder het aanhoudend racisme. Joden werden als groep en vaak ook als individuelen gediscrimineerd door een hoogtijvierend nationalisme, met name in Rusland. Vanuit Oost-Europa was inmiddels een lokaal georganiseerde, kleine emigratiestroom naar Palestina ontstaan - naast een grote emigratie naar Noord-Amerika - in verband met de pogroms die vrij frequent Joodse slachtoffers eisten en het verbranden van Joods bezit tot gevolg hadden.
Aanvankelijk was niet zeker waar de staat het best gesticht zou kunnen worden. In Der Judenstaat noemde Herzl twee mogelijkheden die hij als het meest reëel zag: Palestina en Argentinië. Diverse plaatsen, zoals Oeganda en Suriname, werden door koloniale heersers voorgesteld. Echter, al bij het eerste Zionistisch Congres, dat in 1897 in de Zwitserse stad Bazel werd gehouden (het congres kwam door zijn toedoen tot stand, en ook tegenwoordig worden deze congressen nog georganiseerd) bleek een voorkeur te bestaan Palestina als plaats van vestiging te kiezen, waartoe vooral afgevaardigden uit Oost-Europa om religieuze redenen verzochten. Herzl kon zich hierin vinden, zij het dat hij een andere vestigingsplaats ook acceptabel vond, en in 1903 alsnog een keuze voor Oeganda verdedigde.

## Der Judenstaat
Eind 1895 schreef Herzl Der Judenstaat. Het kleine boek werd gepubliceerd op 14 februari 1896 in Leipzig (Duitsland) en Wenen (Oostenrijk) door Max Breitensteins Verlagsbuchhandlung. Het heeft als ondertitel: "Versuch einer modernen Lösung der Judenfrage" (= "Poging tot een moderne oplossing voor het Joodse vraagstuk").
Herzls oplossing is de creatie van een Joodse staat. In zijn boek schetst hij zijn redenering voor de noodzaak om de historische Joodse staat te herstellen. Herzls ideologie klinkt als volgt: "We zijn één land - één volk". In zijn boek is duidelijk te merken dat Herzl gefrustreerd is over het feit dat het Joodse volk nergens thuis hoort en verstoten wordt. Hij pleit er dan ook zeer gedreven voor dat het Joodse volk aan een eigen staat moet gaan werken, waarbij hij vooral aan Palestina of (een deel van) Argentinië denkt. De hiernavolgende passages zijn hier een duidelijk voorbeeld van:
"We hebben oprecht geprobeerd op te gaan in de ons omringende gemeenschappen en slechts het geloof van onze vaderen te behouden. Het is ons niet toegestaan. Vergeefs zijn wij loyale patriotten, vergeefs brengen wij dezelfde offers van goed en bloed als onze medeburgers, vergeefs doen wij moeite om de roem van onze vaderlanden in kunsten en wetenschappen en hun rijkdom door handel en verkeer te verbeteren. In onze vaderlanden waar wij eeuwen geleefd hebben worden wij nog steeds voor vreemdelingen uitgekreten, dikwijls door mensen wier families nog niet in het land waren toen onze vaders daar al zuchtten..."
Herzl noemt zijn plan “unendlich einfach”  . Men geve ons de soevereiniteit over een stuk aardoppervlak dat bij de behoeften van ons volk past, voor de rest zullen wij zelf zorgen.
Men moet zich de emigratie van de joden… niet voorstellen als één grote volksverhuizing. Het zal geleidelijk gaan en tientallen jaren in beslag nemen. Allereerst gaan de armsten om het land te ontginnen. Herzl ziet dan een samenleving ontstaan. …Het land neemt toe in waarde. De joden zullen snel inzien dat voor hun…(in Europa gehate) ondernemingslust een nieuw blijvend gebied ontsloten is.
De joden, die zich tot onze staatsidee bekennen, verzamelen zich om de Society of Jews. Deze krijgt daardoor tegenover regeringen de autoriteit om in naam van de joden te spreken en te onderhandelen. Zij wordt,…, als staatsvormende macht erkend. Daarmee is de staat eigenlijk al gevormd.
Tonen de wereldmachten zich bereid…dan gaat de Society over het te nemen land onderhandelen. Twee gebieden komen in aanmerking: Palestina en Argentinië. Vervolgens waarschuwt Herzl ervoor het gebied (dat het wordt) niet “geleidelijk” te “infiltreren”. Dat zal slecht aflopen: want het komt regelmatig voor dat de regering, daartoe geprest door de zich bedreigd voelende bevolking, een verdere toevloed van joden verhindert. Emigratie heeft pas zin op basis van onze zekergestelde soevereniteit.
De Society of Jews zal met het landsbestuur onderhandelen en wel unter dem Protektorate der europaïschen Mächte, zodra die de zaak begrijpen. Een joodse staat zal voor de buurlanden groot voordeel hebben.
"Palestina is ons onvergetelijk historisch thuisland..."
"Argentinië is een van de natuurlijk rijkste landen op aarde, met een reusachtige oppervlakte, met weinig bevolking en een gematigd klimaat. De Argentijnse Republiek zou er het grootste belang bij hebben ons een stuk grondgebied af te staan."
"De Joden die het echt willen, zullen hun eigen staat krijgen. Zo zullen wij tenminste leven als vrije mensen op onze eigen grond, en vredig sterven in onze eigen woningen. De wereld zal bevrijd worden door onze vrijheid, verrijkt worden door onze rijkdom en versterkt worden door grootheid..."

## Altneuland
Herzls laatste literair werk, Altneuland (= Het Oude Nieuwe Land), daterend uit 1902, is een roman gewijd aan het zionisme. Herzl besteedde drie jaar van zijn vrije tijd aan het schrijven van dit boek. Het is meer een voorspelling dan een roman en beschrijft wat kan worden verwezenlijkt binnen één generatie. De roman geeft de visie van Herzl op een Joodse staat weer, en wordt daarmee een van de teksten die aan de basis staat van het zionisme. Altneuland is geschreven voor zowel Joden als niet-Joden: zo wilde Herzl de niet-Joodse opinie winnen voor het zionisme.
Herzl stelde zich een Joodse staat voor die een combinatie was van een moderne Joodse cultuur, gecombineerd met het beste van het Europese erfgoed. Herzl noemde zijn model "Mutualisme", en het was gebaseerd op een gemengde economie, met publiek bezit van het land en natuurlijke bronnen, landbouwsamenwerkingen, sociale welvaart, wat overeenkwam met communistische of socialistische visies, hoewel ook privébezit werd aangemoedigd. Als echte modernist verwierp Herzl het Europese klassensysteem, maar bleef hij het Europese culturele erfgoed trouw. Hij ging er ook van uit dat er meerdere talen zouden worden gesproken, maar Hebreeuws zou niet de hoofdtaal zijn. Voorstanders van een Joodse culturele wedergeboorte, zoals Ahad Ha'am, waren kritisch ingesteld ten opzichte van Altneuland.
In het boek voorzag Herzl geen conflict tussen Joden en Arabieren. Een van de personages is een ingenieur uit Haifa, Reshif Bey geheten. Hij is een van de leiders van de 'Nieuwe Gemeenschap' en hij is zijn Joodse buren zeer dankbaar voor het verbeteren van de economie van Palestina en ziet geen reden tot conflict: alle niet-Joden hebben immers gelijke rechten. De hoofdplot in de roman is dan ook de poging van een fanatieke rabbi om de niet-Joodse burgers te ontzetten uit hun rechten.
Herzl schildert verder hoe, volgens hem, het zionisme "het oude land van de joden" aantrof: leeg, woest en verwaarloosd. Hij laat de twee christelijke hoofdpersonen het land in 1902 bezoeken. Van Jaffa schrijft hij dan: "...alles zum Erbarmen vernachlässigt. ..Die Gässchen von den übelsten Gerüchen erfüllt, unsauber, verwahrlost, überall buntes orientalisches Elend". Als zij na meer dan twintig jaar (in 1923) terugkomen, kunnen zij hun ogen niet geloven wat de joodse immigranten in die tijd hebben gerealiseerd. De joodse kolonies liggen "als oasen in het dorre land".. Behalve voornoemd ingenieur Bey komt de plaatselijke Arabische bevolking nauwelijks in het verhaal voor.

## Uitspraken

### Dagboeken
In zijn dagboeken schrijft Herzl onder meer: "Wij zullen er voor Europa een bruggehoofd naar Azië vormen, een bolwerk van de Beschaving tegen de Barbarij".

### Brief aan Cecil Rhodes
De Brit Cecil Rhodes had net het land van het Shonavolk in Afrika gekoloniseerd. Later zou dat Rhodesië worden (tegenwoordig Zambia + Zimbabwe). Herzl schreef een brief aan Rhodes waarin hij hem uitnodigde om "historie te helpen maken". Hij trachtte de steun van Rhodes te krijgen door te verklaren dat het zionisme "iets koloniaals" is. Niet in Afrika, maar in Klein-Azië... voor de Joden. Hij noemde Rhodes een visionair politicus of een praktisch visionair en vroeg hem op het zionistisch plan het stempel van zijn gezag te zetten. Hij stelde Rhodes voor aan enkele mensen die hem vertrouwen te verklaren "dat het plan juist is en uitvoerbaar...vol cultuur en heel goed voor Engeland en voor Groot-Brittannië". De tekst van zijn brief nam Herzl op in zijn dagboek.

### Over de lokale bewoners van het land
"Men moet de plaatselijke bevolking geen werk geven"  (tenzij:) "het droogleggen van moerassen en het uitroeien van slangen". (Daarna moet men ze) "ongemerkt over de grens zetten".

## Activiteiten als zionistenleider

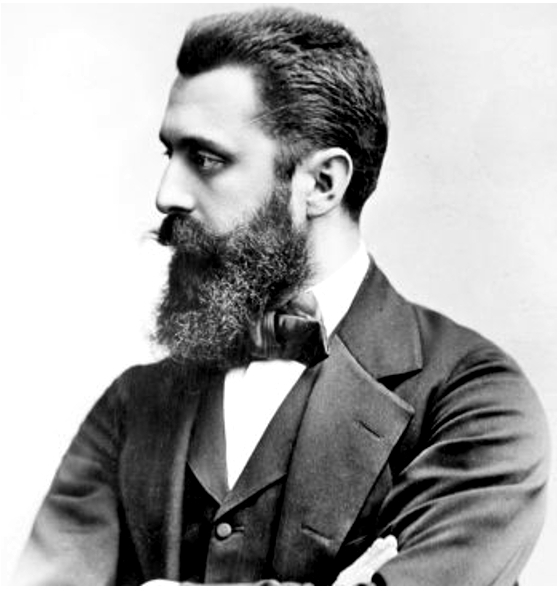
Theodor Herzl

Herzl trachtte internationaal steun te verwerven voor zijn zionistische beweging. Hij voelde zich een Weens Duits-nationalist en hij had altijd een grote bewondering gehad voor Bismarck, de stichter van het Duitse Keizerrijk. In zijn gedroomde Joodse staat in Palestina zou Duits dan ook de voertaal moeten zijn. De Duitse keizer Wilhelm II (bepaald geen filosemiet) was aanvankelijk wel voor het idee van een Joodse staat in Palestina te porren – enerzijds om "die Juden los zu werden" (= "de Joden kwijt te raken"), anderzijds om op die manier de Duitse invloed in het Midden-Oosten te vergroten. In 1898, tijdens de reis van Wilhelm II naar Palestina, ontmoetten beide mannen elkaar daadwerkelijk voor overleg (driemaal). De keizer gaf blijk van groot respect voor Herzls inzet om de zionistische droom te verwezenlijken. Van zijn aanvankelijke welwillendheid bleef echter niets over toen bleek dat sultan Abdülhamit II geen grond beschikbaar wilde stellen voor Herzls idee. Wilhelm II hechtte uiteindelijk meer waarde aan zijn goede betrekkingen met de Ottomanen dan aan de voorgestelde "Schirmherrschaft" (= "beschermheerschap").
In 1899 richtte Herzl in Londen de Jewish Colonial Trust op, met als doel geld beschikbaar te stellen voor grondaankopen in Palestina. Hij bleef onvermoeibaar lobbyen bij invloedrijke diplomaten en rijke Joodse bankiers, en zelfs het Vaticaan wilde hem beleefd te woord staan. Het netto resultaat van zijn inspanningen om Palestina voor de zionistische beweging te bemachtigen was op korte termijn echter nihil. Daarentegen had hij succes bij de Britse minister van koloniën, Joseph Chamberlain, die het voorstel deed de Britse kolonie Oeganda ter beschikking van de zionisten te stellen. Herzl voelde hier veel voor, en verdedigde op het zesde Zionistische Congres van 1903 het voorstel om de Joodse staat in Oeganda te vestigen. Een definitief besluit werd toen niet genomen, en het jaar daarop overleed Herzl onverwacht op 44-jarige leeftijd aan een hartaanval. Nog een jaar later besloot het zevende Zionistische Congres van 1905 definitief te kiezen voor Palestina als plek om de Joodse staat uit te roepen.

## Na Herzls dood
Uiteindelijk hebben het verder oplaaiende antisemitisme (uitmondend in de Holocaust) en het zionisme samen geleid tot de stichting van de moderne staat Israël. In 1949, vijfenveertig jaar na Herzls dood, werd het gebeente van Theodor Herzl met de eerste vlucht van de Israëlische luchtvaartmaatschappij El Al overgebracht naar Israël om daar op de naar hem genoemde Herzlberg (een heuvelrug in Jeruzalem) te worden herbegraven. Op zijn steen staat de tekst: "Wenn ihr wollt, ist es kein Märchen" (= "Als u het wilt, is het geen sprookje").
Twee van zijn drie kinderen, Hans en Pauline, die jarenlang in Europa begraven lagen, werden op 20 september 2006 herbegraven op de Herzlberg, waar hun vader ook begraven ligt. Het derde kind van Theodor Herzl, zijn jongste dochter Trude, kwam tijdens de Tweede Wereldoorlog om in een concentratiekamp. Haar lichaam is nooit gevonden.
Het om zijn strandtoerisme, filmstudio's en ICT-industrie bekende stadje Herzliya is naar hem vernoemd. De stadsnaam Tel Aviv (= lenteheuvel) herinnert aan de titel van Herzls in het Hebreeuws vertaalde en hierboven besproken roman Altneuland. Daarin geeft hij een uitbundige toekomstvisie op Israël, vol van details die later werkelijkheid werden, zoals de ontwikkeling van het vissersdorpje Haifa tot een belangrijke havenstad, compleet met een door kabels getrokken metrotrein. In Altneuland spreekt Herzl ook over een kanaal naar de Dode Zee en de daardoor mogelijke opwekking van elektriciteit, maar dit plan is nog niet uitgevoerd. Herzl is een populaire jongensnaam in Israël.

## Joodse kritiek op Herzl en het zionisme
Niet alle Joden waarderen Herzl en het zionisme. Sommigen menen dat het fout was het door de Schepper bepaalde lot van de Joodse gemeenschap in eigen hand te nemen, en dat de Joden hadden moeten wachten tot de komst van de messias, die - zo het oude joodse geloof - het volk naar Jeruzalem terug zou leiden. Met name wegens het optreden van Sjabtaj Tzwi in de 17e eeuw, door wiens toedoen velen vol enthousiasme naar Palestina verhuisden, hebben zij angst nogmaals voor de charmes van een "valse messias" te vallen. Een kleine groep van religieuze en zeer antizionistische Joden, de Neturei Karta, gaat zover dat zij deelnemen aan pro-Palestijnse demonstraties tegen Israël. In 2006 was zij aanwezig op de conferentie A World without Zionism in Teheran, waar zij sprekers leverde naast onder anderen de Holocaustontkenners David Duke, Robert Faurisson en Fredrick Töben. Zij zien in het moderne zionisme een heilloze vorm van menselijke zelfbeschikking en ongehoorzaamheid aan God. Als er slachtoffers vallen - zoals zij menen - door toedoen van Israël gaan zij als dat mogelijk is bij de Palestijnse families hun medeleven betuigen.
In de Verenigde Staten is er de in 1996 gestichte joodse activistische organisatie Jewish Voice for Peace . Was deze aanvankelijk een gematigd-zionistisch criticus van de staat Israël, later werd zij anti-zionistisch.